# 中国甲午战争博物馆
中国甲午战争博物馆，位于中國山东省威海市环翠区，是为纪念甲午战争而设立的博物馆，始建于1985年。2008年获评首批国家一级博物馆。

## 历史
1984年，国家决定对外开放14个沿海城市。1985年4月1日，威海港和刘公岛正式对外开放。国务院和中央军委决定，北洋海军提督署及其附属建筑由驻军分批移交地方管理。
1985年3月21日，威海市人民政府批准成立威海市北洋海军提督署文物管理所，为全民文化事业单位，编制4人，隶属威海市（现环翠区）文化局。1987年10月，国务院批准地级威海市成立。同年12月9日，威海市北洋海军提督署文物管理所上划为市直文化单位，隶属威海市教育文化体育委员会。同时威海市编制委员会决定，威海市北洋海军提督署文物管理所同时挂“威海市文物管理所”的牌子，编制20人，在履行原职责同时，还对威海市所属的荣成县、文登县、乳山县、环翠区的文物工作进行宏观管理和业务指导。

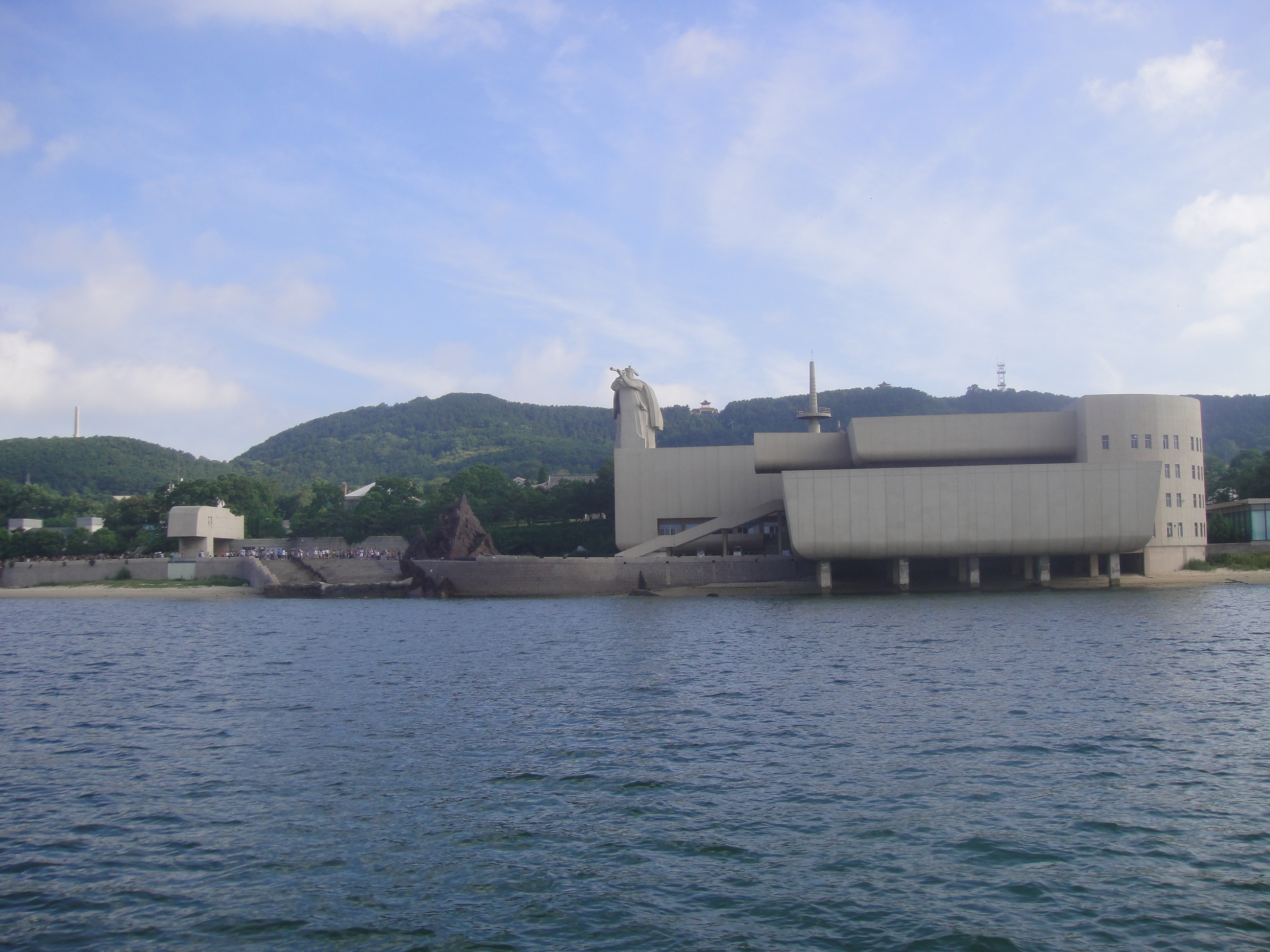
中国甲午战争博物馆陈列馆远景

1992年3月1日，该所划归威海市文化委员会。同年4月25日，经国家文物主管部门批准，威海市北洋海军提督署文物管理所更名中国甲午战争博物馆。2003年6月30日，中共威海市委、威海市人民政府决定将该馆划归刘公岛管理委员会领导，仍是市直文化事业单位。2008年该馆被国家文物局公布为首批国家一级博物馆。2009年9月经威海市机构编制委员会批准，更名中国甲午战争博物院。但该院对外仍在同时使用中国甲午战争博物馆的名称。
1985年，设办公室、陈列业务部、宣传教育部。1992年，增设安全保卫部、财务经营部、旅游服务社、文物科技保管部。1995年成立图书资料研究中心。2004年增设水师学堂管理部，对水师学堂范围内的文物遗址进行管理保护并对外开放。
中国甲午战争博物馆陈列馆在中共中央政治局常委李长春的关怀下，于2005年3月启动建设，2008年正式对外开放。
中国甲午战争博物馆被共青团中央公布为“全国青少年教育基地”，被教育部、民政部、文化部、国家文物局、共青团中央、解放军总政治部联合公布为全国中小学爱国主义教育基地，是中共中央宣传部公布的全国一百个爱国主义教育示范基地之一，国家文物局公布的全国十大优秀社会教育基地之一。1994年7月6日，中共中央总书记、国家主席江泽民题写馆名“中国甲午战争博物馆”。李鹏、李岚清、乔石、刘华清、田纪云等党和国家领导人也曾先后为该馆题词。

## 展览

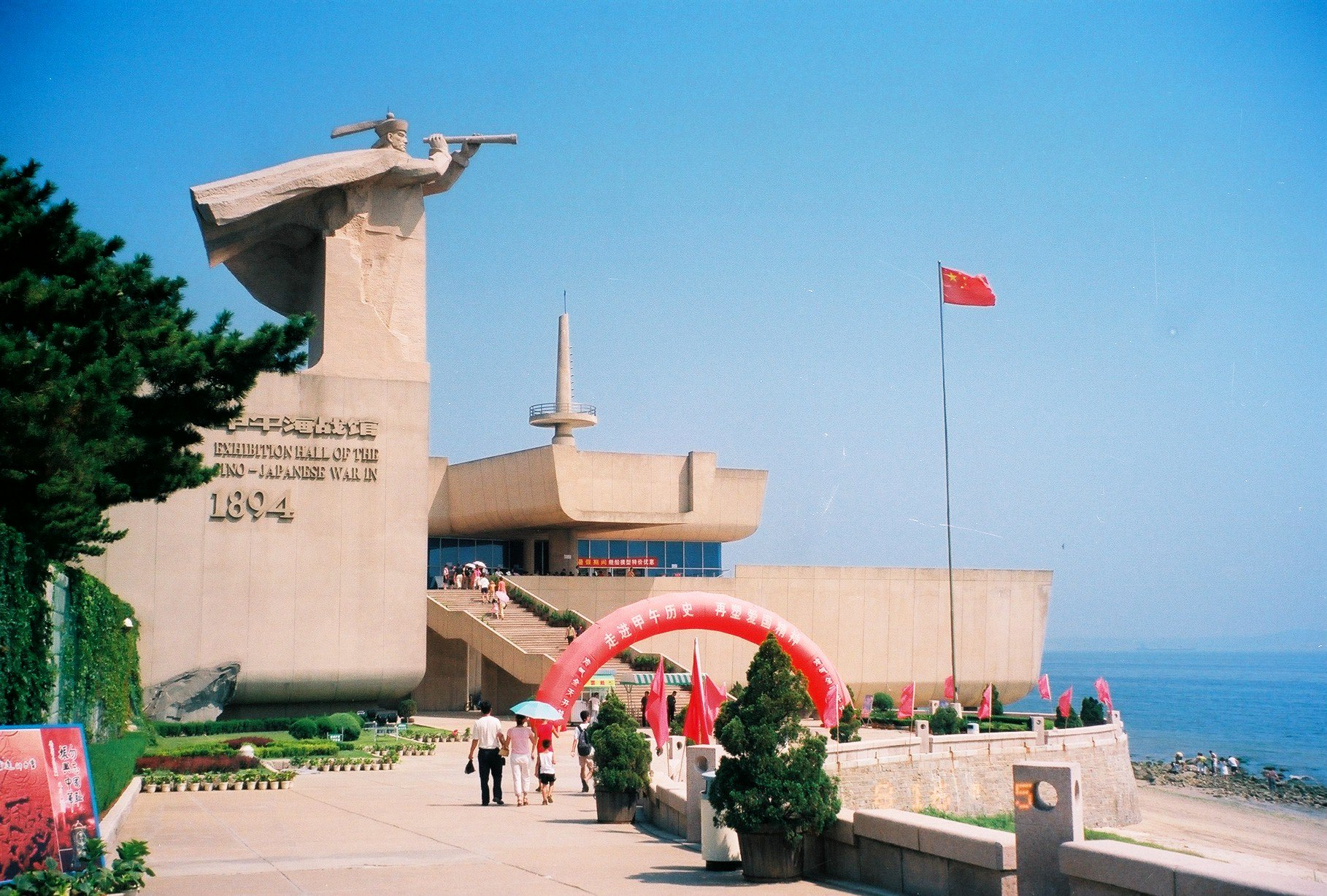
中国甲午战争博物馆陈列馆

中国甲午战争博物馆是纪念遗址性博物馆，以北洋海军及甲午战争为主题。其保护管理的“刘公岛甲午战争纪念地”包括北洋海军提督署、龙王庙、丁汝昌寓所、水师学堂、铁码头、黄岛炮台、旗顶山炮台、东泓炮台、日岛炮台等28处遗址，均为全国重点文物保护单位。开放参观的有北洋海军提督署、龙王庙、丁汝昌纪念馆、黄岛炮台与兵器馆、东泓炮台、旗顶山炮台等等。馆藏历史照片1000余幅，文物资料200余件，打捞舰船文物标本300余件，其中包括济远舰双主炮。
该馆利用北洋海军提督署等清代建筑作为展览场所，以图片、文物、蜡像、模型、沙盘、影视等形式，展现了北洋海军及甲午战争的历史。展览主要包括北洋海军陈列、礼仪厅复原陈列、威海卫之战陈列、北洋海军将领会议蜡像厅、丁汝昌殉难处、复制克虏伯大炮、济远舰打捞文物展、丁汝昌生平事迹展、北洋海军将士名录墙、北洋海军将士事迹展、甲午战争史研究成果展等。

## 刘公岛甲午战争纪念地
刘公岛甲午战争纪念地，位于中国山东省威海市，由中国甲午战争博物馆管理。1988年1月13日，被中华人民共和国国务院公布为第三批全国重点文物保护单位。2000年6月，刘公岛甲午战争纪念地被列为山东省历史优秀建筑。2000年9月，山东省人民政府公布了刘公岛甲午战争纪念地的保护范围和保护内容（其中北洋海军提督署、威海水师学堂内包含部分稍晚增建的英式建筑），包括刘公岛、威海湾南北两岸及日岛的北洋海军和甲午战争纪念建筑物及遗址。2000年10月26日，山东省第九届人民代表大会常务委员会第十七次会议通过并公布施行了《山东省刘公岛甲午战争纪念地保护管理规定》。
全国重点文物保护单位“刘公岛甲午战争纪念地”包括28处：

| 刘公岛范围 - 北洋海军提督署 - 龙王庙与戏楼 - 丁汝昌寓所 - 水师学堂 - 工程局、机器局、屯煤所、鱼雷修理厂 - 刘公庙 - 水师养病院 - 石码头 - 铁码头（包括码头管理房） - 麻井子船坞 - 黄岛炮台 - 公所后炮台 - 旗顶山炮台 - 迎门洞炮台（包括弹药库） - 南嘴炮台 - 东泓炮台 - 电报局、电灯台 | 日岛范围 - 日岛炮台 威海湾南岸范围 - 沟北船坞（包括弹药库） - 鹿角嘴炮台 - 皂埠嘴炮台 - 旗墩（包括信号台） - 所城北炮台 - 杨枫岭炮台 - 摩天岭炮台 - 炮队营 威海湾北岸范围 - 北山嘴炮台（包括信号台） - 黄泥沟炮台 |

另外，还有如下遗迹未被列入“刘公岛甲午战争纪念地”：
威海湾北岸范围
- 祭祀台炮台：海岸炮台
- 老母顶炮台：永久性陆地炮台
- 合庆滩炮台（柏顶炮台）：永久性陆地炮台
- 九峰顶炮台：永久性炮台。位于西钦村以东。西南约两公里是丰柴顶炮台。
- 遥了墩炮台：临时炮台。位于今环翠区委党校后山，金海滩东北方。1894年12月3日后开工抢修。绥军利用明代的遥了墩烟墩设置。
- 远遥墩炮台：临时炮台。位于今哈工大（威海）西北。1894年12月3日后开工抢修。
- 丰柴顶炮台：临时炮台。位于今高技区柴峰小区北侧的丰柴顶。1894年12月3日后开工抢修。
- 东里夼炮台：临时炮台。位于今环翠区万福山庄小区附近。1894年12月3日后开工抢修。
- 棉花山炮台：临时炮台。1894年12月3日后开工抢修。
- 佛顶山炮台：临时炮台。1894年12月3日后开工抢修。

威海湾南岸范围
- 龙庙嘴炮台：海岸炮台。后因修威海发电厂被铲平。
- 莲子顶炮台：临时炮台[9][10][11]。